# 昨夜的咖喱 明日的麵包
《昨夜的咖喱 明日的麵包》（日語：昨夜のカレー、明日のパン）為日本劇作家木皿泉（和泉努與妻鹿年季子編劇夫妻檔共用的筆名）創作的小説。此作品為木皿的小説處女作，入選第27回山本周五郎賞及獲得第11回本屋大賞第2名。NHK改編的同名連續劇於2014年10月在NHK BS Premium播出。

## 電視劇
2014年10月5日至11月16日在NHK BS Premium播出，劇本由原作者親自改寫，由仲里依紗主演。全劇共7集。

## 劇情概要
丈夫過世後，徹子仍然與公公同在一個屋簷下，也不打算再婚，只為了要尋找屬於自己的小小幸福，一步步慢慢的走下去，直到自己走到生命的盡頭為止……

## 登場人物
- 徹子（寺山徹子）：仲里依紗
- 義父（寺山連太郎）：鹿賀丈史
- 岩井先生（岩井正春）：溝端淳平
- 寺山一樹：星野源（幼少時期：中野遥斗／少年時期：秋間将汰）
- 呃呃呃（小田寶）：米木拉（幼少時期：栗本有規）
- 秋山朝子：片桐入
- 寺山夕子：美保純
- 小田和正：小倉一郎
- 小田美由紀：筒井真理子
- 義田理惠（柳田理惠子）：小野百合子
- 竹内虎尾：賀來賢人
- 山女孩（小川里子）：吉田羊
- 坂井君（坂井良一）：福士誠治

## 各集登場人物
在其他集數登場的角色註明於括弧內。

### 第1集
- 上司：楨田雄司（第2集、第5集、完結篇）

### 第2集
- 黑河内純子：野村麻純
- 醫師：堀文明

### 第4集
- 深津：趙珉和（第5集－完結篇）
- 芹澤鯨：栗原類

### 第5集
- 麻里惠：蒔田彩珠
- 岩井的同事：園田玲歐奈（完結篇）

### 第6集
- 岩井冬彦：溝端淳平（分飾）
- 義田理惠的前男友（篠山興信）：夙川與務（夙川アトム，暫譯）（完結篇）
- 虎尾的前女友（大崎朋子）：藤本泉（完結篇）
- 富士子：毬谷友子（完結篇）

### 完結篇
- 路邊擺攤的書法家：星野源（分飾）

## 製作團隊
- 原作：木皿泉「昨夜的咖喱 明日的麵包」（河出書房新社）
- 劇本：木皿泉
- 音樂：阿南亮子
- 導演：茂原雄二、阿部雅和、佐佐木詳太
- 主題曲：PRINCESS PRINCESS「M」（日本索尼音樂）
- 標題電腦動畫：永井秀實
- 料理顧問：高山直美
- 天氣預報指導：和田光明
- 照片提供：J.LEAGUE PHOTOS
- 製作人：磯智明（NHK）、中山桂子（Fuji Creative Corporation）
- 製作出品：NHK、FCC

## 播出日程
| 各集   | 播出日期 | 標題                           | 導演       |
| ------ | -------- | ------------------------------ | ---------- |
| 第1集  | 10月5日  | 台風とくす玉（颱風與彩球）     | 茂原雄二   |
| 第2集  | 10月12日 | 星と雪だるま（星星與雪人）     | 阿部雅和   |
| 第3集  | 10月19日 | 山とエレベーター（高山與電梯） | 佐佐木詳太 |
| 第4集  | 10月26日 | 幽霊と△（幽靈與三角巾）        | 茂原雄二   |
| 第5集  | 11月2日  | カードと十手（卡片與十手）     | 佐佐木詳太 |
| 第6集  | 11月9日  | 蟻とオンナ（螞蟻與女子）       | 茂原雄二   |
| 完結篇 | 11月16日 | ご飯と銀杏（白飯與銀杏）       | 茂原雄二   |

## 外部連結
- 河出書房新社
  - 昨夜のカレー、明日のパン （页面存档备份，存于）
  - 『昨夜のカレー、明日のパン』ができるまで - 編集担当者が語る，存于
  - 木皿泉応援団 特設サイト （页面存档备份，存于）
- 昨夜的咖喱 明日的麵包－NHK BS Premium